# Nauyrzym

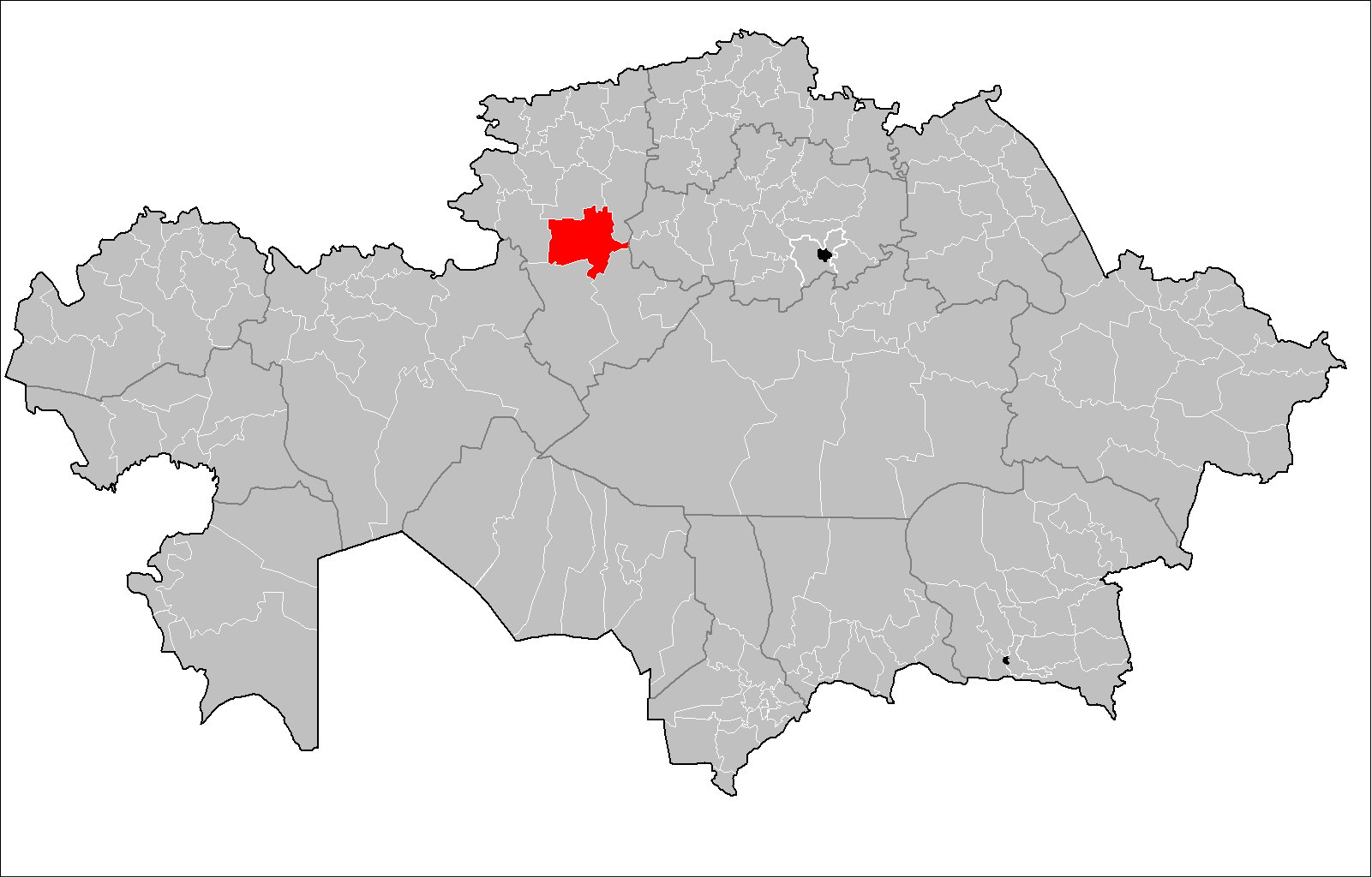
Ubicación del distrito en mapa nacional

Nauyrzym (en kazajo Науырзым ауданы, en ruso Naurzumskiy) es uno de los 16 distritos en los que se divide la provincia de Kostanái, Kazajistán.

## Población
Según el censo de 1999, tenía 17 914 habitantes. Para el censo de 2009 se había dado un importante descenso de la población y se registraron 13 180 habitantes.